# الجنود الكلاب
الجنود الكلاب (بالإنجليزية: Dog Soldiers)‏ هو فيلم حركة ورعب تم إنتاجه في المملكة المتحدة والولايات المتحدة ولوكسمبورغ وصدر في سنة 2002. من بطولة شون برتوي وكيفين ماكيد وليام كونينغهام ودارين مورفيت.
.

## القصة
تدور قصة الفيلم حول 6 جنود في غابات إسكتلندا يتعرضون إلى هجوم من قبل رجال ذئاب فيهروبون إلى منزل بمساعدة إمراة لكن الرجال الذئاب يحصارونهم وعليهم القتال للنجاة بحياتهم.

## الميزانية والإيرادات
حقق إيرادات تقدر بـ £3.2 مليون جنيه إسترليني.

## وصلات خارجية
- الجنود الكلاب على موقع IMDb (الإنجليزية)
- الجنود الكلاب على موقع روتن توميتوز (الإنجليزية)
- الجنود الكلاب على موقع نتفليكس (الإنجليزية)
- الجنود الكلاب على موقع ألو سيني (الفرنسية)
- الجنود الكلاب على موقع Turner Classic Movies (الإنجليزية)
- الجنود الكلاب على موقع أول موفي (الإنجليزية)
- الجنود الكلاب على موقع فيلمافينيتي (الإسبانية)
- الجنود الكلاب على موقع قاعدة بيانات الأفلام السويدية (السويدية)
- الجنود الكلاب على موقع قاعدة بيانات الفيلم (الإنجليزية)
- الجنود الكلاب على موقع ليتربوكسد (الإنجليزية)